# Айк Тернер
Айк Вістер Тернер (англ. Ike Wister Turner; 5 листопада 1931 — 12 грудня 2007) — американський музикант і продюсер, один із засновників рок-н-рола.

## Творчий шлях
Народився в Кларксдейл, штат Міссісіпі. Освоївши фортепіано, на початку 1950-х Айк зібрав ансамбль «The Kings Of Rhythm». Записана в 1951 році, пісня «Rocket 88» багатьма критиками визнається як перша пісня в стилі рок-н-рол. У 1956 у до групи приєдналася Анні Мей Балок, яка пізніше стала провідною вокалісткою колективу і дружиною Айка, відомішою під псевдонімом Тіна Тернер. Ансамбль «The Kings Of Rhythm» трансформувався у сімейний дует «Ike & Tina Turner», який отримав великий комерційний успіх. За час спільної роботи Айк і Тіна записали близько 20 альбомів, випустивши такі хіти як «River Deep — Mountain High», «Proud Mary», «Nutbush City Limits», «I Want To Take You Higher», «I Idolize You», «Poor Fool», «Tra La La La La», «A Fool In Love», «It's Gonna Work Out Fine» та інші.
У 1976 році дует розпався, а в 1978 Тіна і Айк розлучилися. Музикант зайнявся сольною кар'єрою, але записані ним пісні вже не отримували колишнього визнання. Він почав вживати наркотики, виникли проблеми з поліцією і в підсумку Айк опинився у в'язниці.
Вийшовши на свободу, Айк спробував зав'язати з наркотиками і знову зайнявся музикою. Він відродив групу «The Kings Of Rhythm» і в 2001 році впустив альбом «Here And Now», який здобув премію W.C. Handy Awards, а наступний, «Risin With the Blues» у 2007 році здобув премію Ґреммі в номінації «традиційний блюзовий альбом». Помер музикант у Сан-Маркос, Каліфорнія, за офіційною версією від передозування наркотиками.

## Дискографія
З «The Kings Of Rhythm»
- 1969 — A Black Man's Soul
- 1972 — Strange Fruit

Дует Ike & Tina Turner
- див. Ike & Tina Turner#дискографія

Сольні альбоми:
- 1994 — I'm Blue
- 2004 — Here and Now
- 2007 — Rising with the Blues